# I liga paragwajska w piłce nożnej (1920)
Mistrzem Paragwaju został klub Club Libertad, natomiast wicemistrzem Paragwaju został klub Club Olimpia.
Mistrzostwa rozegrano systemem każdy z każdym mecz i rewanż. Najlepszy w tabeli klub został mistrzem Paragwaju.
Z ligi spadł klub Sastre Sport Asunción, a na jego miejsce awansował klub Club Atlético Triunfo.

## Primera División

### Tabela końcowa sezonu 1920
| Poz | Klub                  | Punkty |
| --- | --------------------- | ------ |
| 1   | Club Libertad         | 26     |
| 2   | Club Olimpia          | 25     |
| 3   | Cerro Porteño         | 21     |
| 4   | Atlántida SC          | 17     |
| 5   | Club Presidente Hayes | 15     |
| 6   | Club Nacional         | 15     |
| 7   | Club Sol de América   | 15     |
| 8   | Club Guaraní          | 13     |
| 9   | Club River Plate      | 11     |
| 10  | Sastre Sport Asunción | 11     |